# Teledyne LeCroy

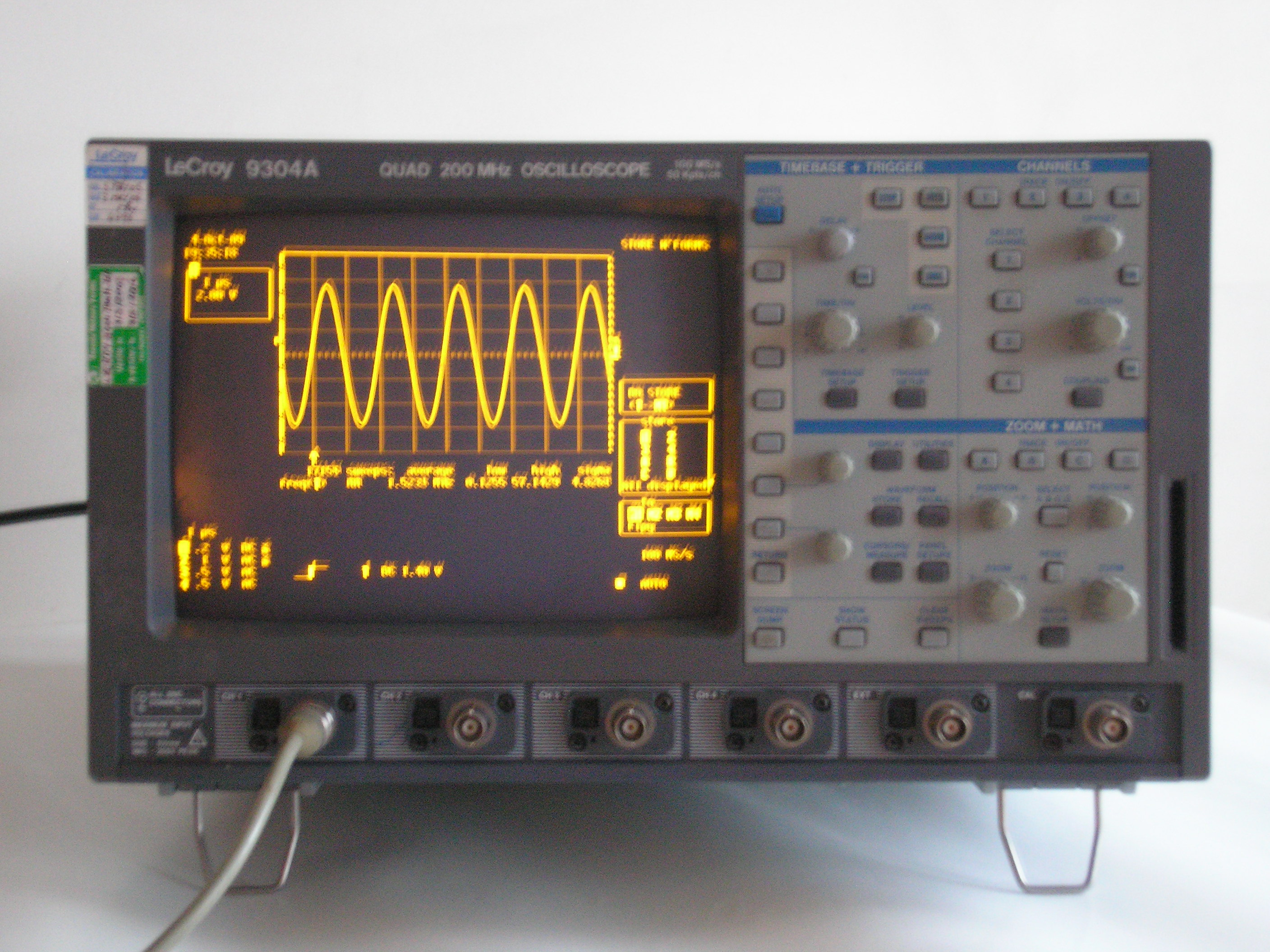
Oszilloskop LeCroy 9304A

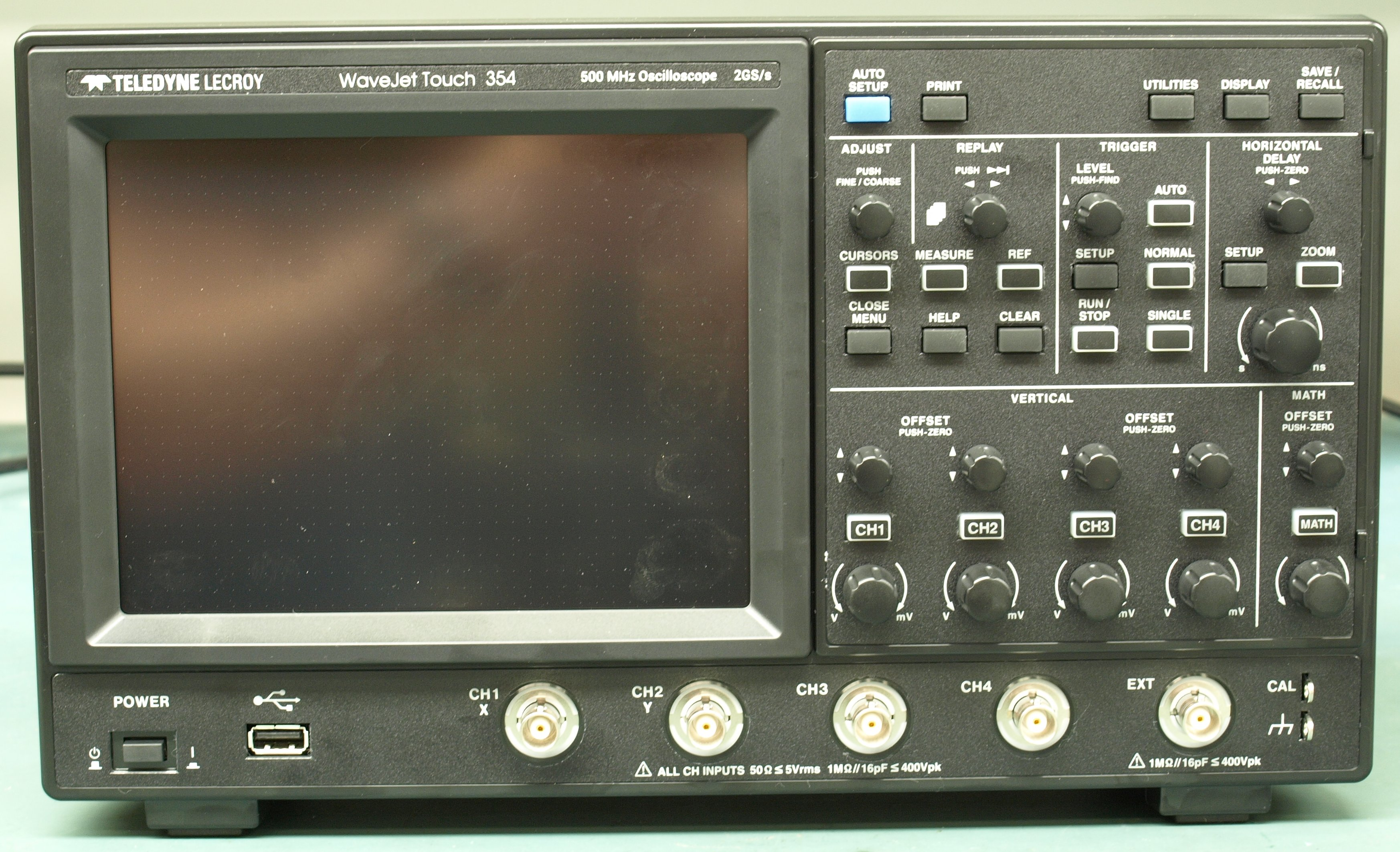
Oszilloskop LeCroy Wavejet Touch 354

Ehemaliges Logo

Teledyne LeCroy ist ein Messgeräte-Hersteller mit Sitz in Chestnut Ridge im Bundesstaat New York. LeCroy hat sich auf die Entwicklung und Vermarktung von Oszilloskopen und Protokollanalysatoren spezialisiert. Auch Messtechnikzubehör, wie Tastköpfe und Differenzverstärker werden von LeCroy vertrieben.
1964 wurde das Unternehmen von Walter LeCroy gegründet.
Ende 2006 übernahm LeCroy das Unternehmen Catalyst, das sich auf Analyse- und Emulationssysteme für Datenbusse spezialisiert hat. Der Kaufpreis betrug 33,5 Millionen US-Dollar.
2012 wurde das Unternehmen von Teledyne für 290 Mio. US-Dollar übernommen. Das Unternehmen wurde von „LeCroy“ in „Teledyne LeCroy“ umbenannt.